# João VIII de Constantinopla
João VIII de Constantinopla (em grego: Ιωάννης Η΄ Ξιφιλίνος), dito Xifilino, foi o patriarca grego ortodoxo de Constantinopla entre 1064 e 1075, durante o reinado do imperador bizantino Constantino IX Monômaco (r. 1042–1055). Ele era o tio de João Xifilino, um historiador bizantino.

## Biografia
João nasceu em Trebizonda em 1010, e veio para Constantinopla por volta de 1030 para estudar sob João Mauropo. Na capital imperial, tornou-se o chefe da Faculdade de Direito da Universidade de Constantinopla até cair em desgraça com o imperador. Ele e Miguel Pselo, de quem era amigo e contemporâneo, então se tornaram monges no famoso mosteiro no Monte Olimpo. Posteriormente, ele foi arrancado de lá, contra a sua vontade, para suceder Constantino III como patriarca; segundo Teodoro Escutariota antes de tornar-se patriarca manteve os postos de magistro e drungário da guarda.

## Obras
João escreveu um hagiografia de Santo Eugênio de Trebizonda. Além disso, ele escreveu alguns tratados criticando o neoplatonismo de Miguel Pselo, mas essas obras se perderam.